# Mereoni Vibose
Mereoni Vibose (* 26. April 1951; † 27. Januar 2018 in Sigatoka) war eine fidschianische Speerwerferin, Diskuswerferin und Kugelstoßerin.
1969 gewann sie bei den Südpazifikspielen in Port Moresby jeweils Silber im Diskuswurf und im Speerwurf.
Bei den British Commonwealth Games 1974 in Christchurch wurde sie Siebte im Speerwurf und Elfte im Diskuswurf; im Kugelstoßen schied sie in der Qualifikation aus.
1975 siegte sie bei den Südpazifikspielen im Speerwurf und holte Bronze im Diskuswurf; 1979 verteidigte sie ihren Titel im Speerwurf. Bei den Commonwealth Games 1982 in Brisbane wurde sie Achte im Speerwurf und Neunte im Diskuswurf.
1983 schied sie bei den Weltmeisterschaften in Helsinki im Speerwurf und im Diskuswurf in der Qualifikation aus. Bei den Südpazifikspielen holte sie in beiden Disziplinen Silber.
1987 scheiterte sie im Speerwurf bei den Weltmeisterschaften in Rom in der Qualifikation und siegte zum dritten Mal bei den Südpazifikspielen.
1990 siegte sie bei den Ozeanienmeisterschaften in Suva und gewann Bronze im Diskuswurf. 1991 folgte eine Bronzemedaille im Diskuswurf bei den Südpazifikspielen.

## Persönliche Bestleistungen
- Diskuswurf: 47,76 m, 2. April 1983, Suva (nationaler Rekord)
- Speerwurf (altes Modell): 53,18 m, 24. Oktober 1987, Suva (nationaler Rekord)